# FCGR3B
FCGR3B (англ. Low affinity immunoglobulin gamma Fc region receptor III-B; CD16B) — мембранный белок, клеточный рецептор, продукт гена человека FCGR3B.

## Функции
Рецептор для Fc-домена иммуноглобулинов G (IgG). Связывает комплексованными и аггрегированные, а также мономерный IgG. В отличие от FCGR3A FCGR3B не способен опосредовать антитело-зависимую клеточную цитотоксичность и фагоцитоз.

## Структура
FCGR3A состоит из 233 аминокислоты, молекулярная масса белковой части 26 216 Да. Содережит два иммуноглобилин-подобных домена типа C2.

## Клиническое значение
Мутации и вариации количаства копий гена ассоциированы с развитием гломерулонефрита.